# 明石家さんまに聞きたかったのはそういうコトだったのねスペシャル
『明石家さんまに聞きたかったのはそういうコトだったのねスペシャル』（あかしやさんまにききたかったのはそういうコトだったのねスペシャル）は、日本テレビ系で、2008年11月28日21:00 - 23:24（JST）に放送されたバラエティ番組であり、日本テレビ開局55年記念番組の一環でもある。

## 番組内容
- 明石家さんまがスタジオ内でVTR画面ごしの出演者に対し、質問・意見・疑問・愚問にすべて答えていくという内容。収録は2日間に分けられ2回目の収録は1回目の収録から2週間経過してから行った。
- この番組は、スタジオ出演はさんま一人のみである。さんまは出演者が映っているモニタに独りで話すということになり、さんまの普段の芸風である、リアルタイムでの丁々発止を一切封印するという、実験的な演出となっている。
- 視聴率は、11.8%（関東地区・ビデオリサーチ調べ）であった。

## ネット局・放送時間
- テレビ大分を除くNNN29局 - 2008年11月28日21:00 - 23:24
- テレビ大分 - 2008年12月6日12:00 - 14:25（フジテレビの『金曜プレステージ』ならびに『一攫千金!日本ルー列島』を放送するための遅れ放送）

## 出演者

### 司会
- 明石家さんま

### 声の進行
- 羽鳥慎一（日本テレビアナウンサー）

### 質問者（VTR出演）
※50音順
- 相武紗季
- エレーナ・イシンバエワ
- 江頭2:50
- 蛭子能収
- 川藤幸三
- 黒木瞳
- 桑田真澄
- ジェームズ・リプトン
- 清水ミチコ
- 杉本彩
- 関根勤
- 土田晃之
- つるの剛士
- 温水洋一
- 野口健
- 福澤朗
- 藤井隆
- 細川茂樹
- マキシマム・ザ・ホルモン
- マサイの長老
- 村上ショージ
- YOU
- ラサール石井

## スタッフ
- 総合演出：上川伸廣
- 企画構成：大岩賞介
- 構成：そーたに、西田哲也、岩佐真吾、大悟法弘ー
- TM：江村多加司
- SW：望月達史
- カメラ：木村博靖
- MIX：三石敏生
- 調整：鈴木昭博
- 照明：高橋明宏
- 編集：本間満久、涌井真史
- MA：松尾隆裕
- 音効：小堀博孝
- CG：横川圭希
- タイトル：dandan
- 美術：中原晃一
- デザイン：星野充紀
- 美術協力：日テレアート
- 技術協力：NiTRO、芦木久宗、林博実、鴇田晴海、読売映像、スタジオヴェルト、V VISION STUDIO、e-naスタジオ、BEAGLE、オムニバス・ジャパン
- 広報：浜崎英人
- 編成：前田伸一郎
- 番組企画：安島隆
- デスク：木村友子
- TK：後藤有紀、坂本幸子
- 撮影協力：OFFICE KEI INC.、Telesearch、CEI・阿岸明子、國學院大學、株式会社レックス、東京メモリアルクリニック平山、代々木アニメーション学院
- 協力：吉本興業
- リサーチ：野村直子、木崎綾子、角野英明、西川昌利
- AD：角田竜一、室谷幸恵、望月郁果、小野勇樹、柴原隆太
- AP：山川好美、竹下美佐
- ディレクター：土井隆志、北澤陽一、北山友亮、原卓也、杉本憲隆、奥田隆英、徳竹陽介、永井大輔
- 演出：相馬信雄
- プロデューサー：遠藤正累/井澤達也、日向野明、宇佐美友教
- 企画監修：吉川圭三
- チーフプロデューサー：安岡喜郎
- 制作協力：C.A.L、ショ一タイム、日企
- 製作著作：日本テレビ

## 関連番組
- 踊る!さんま御殿!!（現在さんまが司会を務める日本テレビのレギュラー番組）
- さんま&SMAP!美女と野獣のクリスマススペシャル（2015年まで放送していた、さんま・羽鳥が出演していた年末特別番組。SMAPの解散に伴い終了）
- タモリ教授のハテナの殿堂?（11月29日放送のタモリメインによる記念特別番組）
- ビートたけしの今まで見たことないテレビ（11月30日放送のビートたけしメインによる記念特別番組）
- 行列のできる法律相談所（改編期及び年末年始特番時のみ、さんまが司会を務める）
- 1億人の大質問!?笑ってコラえて!（毎年年末特番時のみ、さんまがゲスト出演している）